# Festival di Sanremo 1972
Il ventiduesimo Festival di Sanremo si svolse al Salone delle feste del Casinò di Sanremo dal 24 al 26 febbraio 1972 con la conduzione di Mike Bongiorno, affiancato da Sylva Koscina e Paolo Villaggio.
Tale edizione del festival fu organizzata direttamente dal comune di Sanremo mentre Elio Gigante ne ebbe la direzione artistica. L'edizione fu costellata da polemiche causate dall'abbandono di alcuni fonografici e dalla decisa riduzione dei cantanti, vista l'eliminazione della doppia interpretazione per ogni brano. Venne richiesto lo sciopero e la sospensione della trasmissione.
La vittoria andò alla canzone I giorni dell'arcobaleno di Nicola Di Bari, alla sua seconda affermazione consecutiva nella manifestazione, anche se la sua canzone ebbe qualche intoppo con la censura in quanto ritenuta troppo esplicita nella descrizione della "prima volta" di un'adolescente: Di Bari fu costretto a modificare il testo della canzone poi rivelatasi vincitrice.
Fu l'anno del debutto al festival del già noto Gianni Morandi e della diciassettenne Carla Bissi, in seguito divenuta celebre con lo pseudonimo Alice. Fu il debutto anche per l'allora sconosciuto Alberto Camerini, sebbene in veste di musicista: non accreditato, accompagnò con la chitarra l'esibizione di Anna Identici, in gara con un brano cosiddetto impegnato, Era bello il mio ragazzo, che parlava di un giovane operaio morto sul posto di lavoro, che però, nonostante il periodo di generale impegno politico che attraversava allora l'Italia, non ebbe il successo sperato, non riuscendo nemmeno ad arrivare alla serata finale.
Nonostante il loro rispettivamente sesto e settimo posto finale, il successo commerciale post-festival arrise invece ai genovesi Delirium con la canzone Jesahel (divenuta un manifesto della cultura hippie), composta da Ivano Fossati e Oscar Prudente, e Marcella Bella con Montagne verdi, composta da suo fratello Gianni Bella insieme con Giancarlo Bigazzi.
A marzo 2025 risulta essere la 20° edizione con il maggior numero di copie certificate secondo i dati FIMI.

## Partecipanti e classifica finale
| Posizione | Interprete         | Canzone                                           | Autori                                                    | Voti ricevuti | Ultima partecipazione |
| --------- | ------------------ | ------------------------------------------------- | --------------------------------------------------------- | ------------- | --------------------- |
| 1º        | Nicola Di Bari     | I giorni dell'arcobaleno                          | M. Scommegna, D. Masini, P. Pintucci                      | 343           | 1971                  |
| 2º        | Peppino Gagliardi  | Come le viole                                     | P. Gagliardi e G. Amendola                                | 168           | 1968                  |
| 3º        | Nada               | Il re di denari                                   | C. Mattone e F. Migliacci                                 | 141           | 1971                  |
| 4º        | Gianni Morandi     | Vado a lavorare                                   | F. Migliacci, Petaluma, M. Marrocchi e V. Tariciotti      | 139           | Esordio               |
| 5º        | Gianni Nazzaro     | Non voglio innamorarmi mai                        | M. Signorini e G. Bigazzi                                 | 114           | 1971                  |
| 6º        | Delirium           | Jesahel                                           | O. Prudente e I. Fossati                                  | 105           | Esordio               |
| 7º        | Marcella Bella     | Montagne verdi                                    | G. Bigazzi e G. Bella                                     | 84            | Esordio               |
| 8º        | Lucio Dalla        | Piazza Grande                                     | L. Dalla, R. Cellamare, G. Baldazzi e S. Bardotti         | 68            | 1971                  |
| 9º        | Gigliola Cinquetti | Gira l'amore (Caro bebè)                          | M. Panzeri e D. Pace                                      | 67            | 1971                  |
| 10º       | Donatello          | Ti voglio                                         | R. Sanna e D.L. Pieretti                                  | 63            | 1971                  |
| 11º       | Ricchi e Poveri    | Un diadema di ciliegie                            | R. Bertola                                                | 57            | 1971                  |
| 12º       | Milva              | Mediterraneo                                      | L. Albertelli e E. Riccardi                               | 43            | 1969                  |
| 13º       | Lara Saint Paul    | Se non fosse fra queste mie braccia lo inventerei | E. Suligoj e L. Beretta                                   | 38            | 1968                  |
| 14º       | Domenico Modugno   | Un calcio alla città                              | D. Modugno, M. Castellacci e R. Pazzaglia                 | 28            | 1971                  |
| NF        | Rita Pavone        | Amici mai                                         | Caviri e M. Cantini                                       |               | 1970                  |
| NF        | Pino Donaggio      | Ci sono giorni                                    | V. Pallavicini e P. Donaggio                              | 1971          |                       |
| NF        | Aguaviva           | Ciao amico ciao                                   | M. Remigi e C. Minellono                                  | 1971          |                       |
| NF        | Anna Identici      | Era bello il mio ragazzo                          | G. Guarnieri e P. P. Preti                                | 1971          |                       |
| NF        | Michele            | Forestiero                                        | S. Scandolara, S. Bardotti, C. Castellari e C. Castellari | 1970          |                       |
| NF        | Carla Bissi        | Il mio cuore se ne va                             | M. Remigi e Spiker                                        | Esordio       |                       |
| NF        | Fausto Leali       | L'uomo e il cane                                  | F. Leali e M. Cantù                                       | 1970          |                       |
| NF        | Marisa Sacchetto   | La foresta selvaggia                              | P. Limiti e C. Cavallaro                                  | Esordio       |                       |
| NF        | Delia              | Per amore ricomincerei                            | M. Terzi, A. Salerno e C. Dammicco                        | Esordio       |                       |
| NF        | Angelica           | Portami via                                       | M. Mellier e L. Medini                                    | Esordio       |                       |
| NF        | Tony Cucchiara     | Preghiera                                         | T. Cucchiara                                              | Esordio       |                       |
| NF        | Bobby Solo         | Rimpianto                                         | E. Riccardi e L. Albertelli                               | 1970          |                       |
| NF        | Roberto Carlos     | Un gatto nel blu                                  | G. Savio, G. Bigazzi                                      | 1968          |                       |
| NF        | I Nuovi Angeli     | Un viaggio in Inghilterra                         | R. Sanna, D.L. Pieretti                                   | Esordio       |                       |

## Regolamento
A partire da questa edizione le canzoni in gara hanno un unico esecutore, anziché due come era successo ininterrottamente dal 1957. Un'interpretazione per brano, 14 brani qualificati per la serata finale.

## Serate

### Prima serata
Si esibiscono i primi 14 brani, i 7 più votati passano alla serata finale.
- Ammessi in finale

| Ordine di uscita | Artista           | Brano                     |
| ---------------- | ----------------- | ------------------------- |
| 1                | Donatello         | Ti voglio                 |
| 2                | Pino Donaggio     | Ci sono giorni            |
| 3                | Anna Identici     | Era bello il mio ragazzo  |
| 4                | Delia             | Per amore ricomincerei    |
| 5                | Delirium          | Jesahel                   |
| 6                | Domenico Modugno  | Un calcio alla città      |
| 7                | Tony Cucchiara    | Preghiera                 |
| 8                | Nada              | Il re di denari           |
| 9                | Marcella Bella    | Montagne verdi            |
| 10               | Lucio Dalla       | Piazza Grande             |
| 11               | Peppino Gagliardi | Come le viole             |
| 12               | Carla Bissi       | Il mio cuore se ne va     |
| 13               | Roberto Carlos    | Un gatto nel blu          |
| 14               | I Nuovi Angeli    | Un viaggio in Inghilterra |

### Seconda serata
Si esibiscono i restanti 14 brani, i 7 più votati passano alla serata finale.
- Ammessi in finale

| Ordine di uscita | Artista            | Brano                                             |
| ---------------- | ------------------ | ------------------------------------------------- |
| 1                | Gigliola Cinquetti | Gira l'amore (Caro bebè)                          |
| 2                | Nicola Di Bari     | I giorni dell'arcobaleno                          |
| 3                | Rita Pavone        | Amici mai                                         |
| 4                | Ricchi e Poveri    | Un diadema di ciliegie                            |
| 5                | Michele            | Forestiero                                        |
| 6                | Marisa Sacchetto   | La foresta selvaggia                              |
| 7                | Lara Saint Paul    | Se non fosse fra queste mie braccia lo inventerei |
| 8                | Milva              | Mediterraneo                                      |
| 9                | Fausto Leali       | L'uomo e il cane                                  |
| 10               | Bobby Solo         | Rimpianto                                         |
| 11               | Gianni Nazzaro     | Non voglio innamorarmi mai                        |
| 12               | Aguaviva           | Ciao amico ciao                                   |
| 13               | Gianni Morandi     | Vado a lavorare                                   |
| 14               | Angelica           | Portami via                                       |

### Terza serata - Finale
- Vincitore
- Secondo classificato
- Terzo classificato
- Quarto classificato
- Quinto classificato

| Ordine di uscita | Artista            | Brano                                             | Voti terza serata | Posizione |
| ---------------- | ------------------ | ------------------------------------------------- | ----------------- | --------- |
| 1                | Lara Saint Paul    | Se non fosse fra queste mie braccia lo inventerei | 38                | 13º posto |
| 2                | Lucio Dalla        | Piazza Grande                                     | 68                | 8º posto  |
| 3                | Delirium           | Jesahel                                           | 105               | 6º posto  |
| 4                | Peppino Gagliardi  | Come le viole                                     | 168               | 2º posto  |
| 5                | Gianni Morandi     | Vado a lavorare                                   | 139               | 4º posto  |
| 6                | Ricchi e Poveri    | Un diadema di ciliegie                            | 57                | 11º posto |
| 7                | Milva              | Mediterraneo                                      | 43                | 12º posto |
| 8                | Nicola Di Bari     | I giorni dell'arcobaleno                          | 343               | 1º posto  |
| 9                | Domenico Modugno   | Un calcio alla città                              | 28                | 14º posto |
| 10               | Marcella Bella     | Montagne verdi                                    | 84                | 7º posto  |
| 11               | Donatello          | Ti voglio                                         | 63                | 10º posto |
| 12               | Gigliola Cinquetti | Gira l'amore (Caro bebè)                          | 67                | 9º posto  |
| 13               | Gianni Nazzaro     | Non voglio innamorarmi mai                        | 114               | 5º posto  |
| 14               | Nada               | Il re di denari                                   | 141               | 3º posto  |

## Orchestra
Orchestra diretta dai maestri: Renato Angiolini, Alberto Baldan Bembo, Aldo Buonocore, Ruggero Cini, Bill Conti, Nando de Luca, Romano Farinatti, Enrico Intra, Natale Massara, Mario Mellier, Gianfranco Monaldi, Franco Orlandini, Piero Pintucci, Gian Franco Reverberi, Vince Tempera. Sotto la direzione di Franck Pourcel, l'orchestra riassume poi i motivi.

## Sigla
La sigla è stata composta dal maestro Franck Pourcel, dal titolo Saint Nicolas.

## Esclusi
Le canzoni presentate alla giuria quest'anno sono state 102. Fra gli interpreti che non superano la selezione iniziale:
Claudio Villa, Tony Renis, Mia Martini, Robertino, Sergio Leonardi, Mino Reitano (Stasera non si ride e non si balla), Dino, Luciana Turina, Louiselle, I Capitolo Sei, Orietta Berti, Camaleonti, Rosalino (Ron) (Storia di due amici), Alain Barrière (Perché, perché, perché), Tony Dallara (Che finimondo sei), Piero Focaccia (Il sabato a ballare), Aura D'Angelo (Il giorno dell'amore), Carmen Villani, Dik Dik, Marisa Sannia, I Giganti, Tony Astarita, Rosanna Fratello, Peppino Di Capri, Paolo Mengoli, Franco Tortora (Un, due, tre), Franco Franchi (L'ultimo dei belli), Luciano Tajoli, Johnny Dorelli.

## Piazzamenti in classifica dei singoli[10]
| Interprete         | Singolo                  | Pos.Massima | Pos.Annuale |
| ------------------ | ------------------------ | ----------- | ----------- |
| Delirium           | Jesahel                  | 1           | 10          |
| Nicola Di Bari     | I giorni dell'arcobaleno | 2           | 27          |
| Marcella Bella     | Montagne verdi           | 3           | 21          |
| Lucio Dalla        | Piazza Grande            | 4           | 20          |
| Nada               | Il re di denari          | 4           | 30          |
| Peppino Gagliardi  | Come le viole            | 5           | 39          |
| Gianni Morandi     | Vado a lavorare          | 8           | 43          |
| Ricchi e Poveri    | Un diadema di ciliegie   | 15          | 80          |
| Gigliola Cinquetti | Gira l'amore             | 8           | 42          |